# Lamiggiga
Lamiggiga (łac. Diocesis Lamiggigensis) – stolica historycznej diecezji w Cesarstwie rzymskim w prowincji Numidia zlikwidowana w VII w. podczas ekspansji islamskiej, współcześnie w północnej Algierii. Obecnie katolickie biskupstwo tytularne.

## Biskupi tytularni
| Lp. | Biskup                            | Funkcja                                     | Od               | Do              |
| --- | --------------------------------- | ------------------------------------------- | ---------------- | --------------- |
| 1   | James Edward Charles Burke        | biskup-prałat Chimbote (Peru)               | 8 kwietnia 1967  | 28 maja 1994    |
| 2   | Gonzalo Duarte García de Cortázar | ordynariusz polowy Chile                    | 31 stycznia 1995 | 7 marca 1998    |
| 3   | John Wester                       | biskup pomocniczy San Francisco (USA)       | 30 czerwca 1998  | 8 stycznia 2007 |
| 4   | José Luis Mendoza Corzo           | biskup pomocniczy Tuxtla Gutiérrez (Meksyk) | 23 marca 2007    |                 |